# 多佛鎮區 (北達科他州格里格斯縣)
多佛鎮區（英語：Dover Township）是位於美國北達科他州格里格斯縣的一個鎮區。

## 地方資料
多佛鎮區的面積為91.55平方千米，當中陸地面積為91.15平方千米，而水域面積為0.40平方千米。根據2020年美國人口普查的數據，當地共有人口37人，而人口密度為每平方千米0.4人。